# Осташата (Кунгурский район)
Осташата — деревня в Кунгурском районе Пермского края в составе Зарубинского сельского поселения.

## География
Деревня находится в северной части Кунгурского района менее чем в 16 километрах от села Зарубино на север-северо-восток.

## Климат
Климат умеренно континентальный с продолжительной снежной зимой и коротким, умеренно тёплым летом. Средняя температура июля составляет +17,8 °C, января −15,6 °C. Среднегодовая температура воздуха составляет +1,3 °С. Средняя продолжительность периода с отрицательными температурами составляет 168 дней и продолжительность безморозного периода 113 дней. Среднее годовое количество осадков составляет 539 мм.

## История
Деревня известна с 1887 года, другое название Осташичи.

## Население
Постоянное население составляло 262 человека в 2002 году (87 % русские), 210 человек в 2010 году.